# Gaston Defferre
Pour les articles homonymes, voir Defferre.
Gaston Defferre, né le 14 septembre 1910 à Marsillargues (Hérault) et mort le 7 mai 1986 à Marseille, est un homme politique et résistant français.
Membre de la Section française de l'Internationale ouvrière (SFIO) puis du Parti socialiste, il est maire de Marseille d'août 1944 à novembre 1945, puis de mai 1953 à sa mort.
Parlementaire et ministre à plusieurs reprises sous les IVe et Ve Républiques, « numéro deux du gouvernement » par deux fois, puis candidat à l'élection présidentielle de 1969, il donne son nom à deux lois importantes : la loi-cadre de 1956 ouvrant la décolonisation en Afrique et celle de 1982 sur la décentralisation.

## Biographie

### Origine et formation
Gaston Paul Charles Defferre naît le 14 septembre 1910 à Marsillargues (Hérault) dans une famille protestante cévenole, au mas de Bony, demeure construite par son grand-père Pierre Causse. Il est le second enfant de Suzanne Causse (1882-1971) et de Paul Defferre (1882-1961), avoué à Nîmes, qui ont eu trois autres enfants : Marie-Louise, née en 1908, Monique, née en 1912, et Jacques en 1914.
Sa mère se charge de son éducation avant qu'il n'aille poursuivre ses études secondaires au lycée Alphonse-Daudet de Nîmes.
Gaston Defferre découvre l'Afrique lorsqu'il se rend avec sa famille à Dakar, où son père a ouvert un bureau. En 1922, avec sa mère, il rentre en métropole. Après des études de droit à l'université d'Aix-Marseille, il s'inscrit comme avocat au barreau de Marseille en 1931. En 1933, il devient militant socialiste et adhère à la 10e section de la SFIO de la ville. Cette période est politiquement très agitée. Simon Sabiani, premier adjoint du maire Georges Ribot, incarne le basculement d'une partie de la gauche vers la droite extrême et, en raison de ses relations avec François Spirito et Paul Carbone, la confusion entre la politique et les affaires de droit commun. Les affrontements politiques culminent aux élections cantonales de 1934 avec la montée du Parti communiste, emmené par Jean Cristofol et François Billoux, puis aux municipales de 1935, remportées par le candidat socialiste Henri Tasso, qui devient maire.
Pendant cette époque troublée, Gaston Defferre n'apparaît pas publiquement. Le 13 septembre 1935, il épouse Andrée Aboulker, médecin, issue d'une famille juive d'Alger, cousine (et future épouse) de José Aboulker, chirurgien qui s'illustre dans la libération de l'Algérie en 1942. Ils divorcent le 23 mars 1945.
Avocat du Comité américain de secours de Varian Fry, il obtient en 1941 la libération sous caution de Daniel Bénédite.

### Résistant

#### Dirigeant du réseau Brutus
Réformé pour raisons médicales (il est atteint de pleurésie), Gaston Defferre fait néanmoins le choix de s'engager pour prendre part à la Deuxième Guerre mondiale. Il est démobilisé le 27 juillet 1940. Il reprend contact avec quelques socialistes marseillais dont il connaît l'esprit anti-vichyssois, dont Horace Manicacci et Fernand Trompette, piliers de la SFIO marseillaise. Il entre en relation avec l'avocat et parlementaire Félix Gouin qui organise tous les mardis à son cabinet, rue de la Darse à Marseille, une réunion des socialistes de la Ville. Gouin relaie les décisions prises par le Comité d'action socialiste créé par Daniel Mayer.
À la fin de 1940, Defferre est un des premiers résistants à rejoindre le réseau créé par Lucas (le capitaine Pierre Fourcaud), qui, adjoint du colonel Passy au Bureau central de renseignements et d'action, arrive de Londres pour superviser la création de réseaux en zone non occupée.
Le mouvement devient ensuite, sous la houlette de son confrère du barreau André Boyer, le réseau de renseignement Brutus. Defferre utilise de nombreux pseudonymes dont celui de Danvers, puis à partir de 1943, de Massereau,.
En juin 1941, il participe au comité exécutif du parti socialiste clandestin, constitué par Félix Gouin. Il soutient la création d’un Conseil national de la Résistance. Il rejoint la clandestinité lorsque les Allemands envahissent la zone libre le 12 novembre 1942.
Après l'arrestation de Boyer (qui recevra la mention Compagnon de la Libération à titre posthume), le 8 décembre 1943 avec André Clavé qui venait de prendre la succession de Pierre Sudreau lui-même arrêté par la Gestapo en novembre (tous trois seront déportés à Buchenwald, cinq mois plus tard), Gaston Defferre prend la direction du réseau.

#### Libération de Marseille

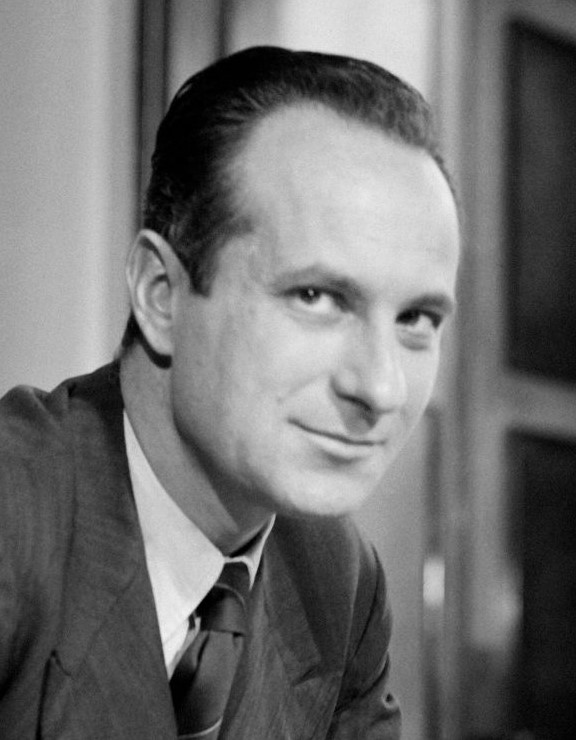
Gaston Defferre, secrétaire d'État chargé de l'Information du gouvernement Félix Gouin, en 1946.

À la libération de Marseille, le 21 août 1944, Gaston Defferre s’empare du Petit Provençal, avec une milice de truands dirigée par Nick Venturi. Ce groupe et le contrôle de ce journal l'aideront longtemps à garder le pouvoir à Marseille. Le Petit Provençal est rebaptisé Le Provençal et deux journalistes proches de Defferre s'appuient sur lui pour fonder en 1950 un concurrent de l'AFP, l'Agence centrale de presse, qui fédère une vingtaine de journaux régionaux.
Gaston Defferre s’assure aussi la direction de la fédération SFIO des Bouches-du-Rhône.
Bien que ses liens maritaux avec sa femme Andrée Aboulker se soient distendus, il lui demande de le représenter à l'Assemblée consultative provisoire qui siège à Paris pour se concentrer sur la mairie de Marseille. Nommé président de la délégation municipale, il devient maire de Marseille en 1944, puis le reste jusqu'en octobre 1945. Le communiste Jean Cristofol lui succède puis perd la mairie en 1947 peu avant l'affaire Vincent Voulant.
Le 14 septembre 1946, il épouse en secondes noces une infirmière d'origine hollandaise, Marie-Antoinette « Paly » Swaters (née à Bruxelles le 24 octobre 1906 et morte à Marseille le 20 octobre 1992).

### Sous laIVeRépublique

#### Maire de Marseille
Gaston Defferre redevient maire de Marseille à partir de 1953 et le reste jusqu'à sa mort en 1986. Pour combattre l'emprise de la Confédération générale du travail (CGT) communiste, il noue un lien privilégié avec la CGT-FO, qui obtient une influence déterminante « sur les embauches de personnel et les promotions ».
En matière d'urbanisme, ses mandats sont marqués par la construction de la galerie marchande de la Bourse qui détruit une partie des vestiges grecs de la ville, le retard pris dans la réhabilitation du centre-ville et le départ de nombreuses entreprises vers des communes environnantes.

#### Secrétaire d'État et ministre
Gaston Defferre est rapidement intégré par le président du conseil, le marseillais Félix Gouin, comme secrétaire d’État à la présidence du Conseil, chargé de l’Information (janvier-juin 1946), puis secrétaire d’État à la France d’outre-mer dans le gouvernement Léon Blum (décembre 1946- janvier 1947). Il est ministre de la Marine marchande dans les gouvernements Pleven (juillet 1950- mars 1951) et Queuille (mars 1951- juillet 1951), puis Ministre de la France d'outre-mer en 1956-1957 dans le gouvernement de Guy Mollet, il prépare, avec son premier directeur de cabinet Pierre Messmer, la décolonisation de l'Afrique subsaharienne. À cette fin, il rédige la loi-cadre qui porte son nom.

### Sous laVeRépublique

#### Rejet des rapatriés
En juillet 1962, il déclare à propos des rapatriés d'Afrique du Nord : « Français d’Algérie, allez vous faire réadapter ailleurs. Il faut les pendre, les fusiller, les rejeter à la mer… Jamais je ne les recevrai dans ma cité »,,.

#### Dans l'opposition à De Gaulle
Il appelle à voter « oui » au référendum constitutionnel de 1958. Battu aux élections législatives de 1958, il siège au Sénat de 1959 à 1962 puis retrouve son mandat de député socialiste en 1962. Il est constamment réélu jusqu'en 1986. Il a été président du groupe socialiste de l'Assemblée nationale.
Le 21 avril 1967, il dispute et remporte le dernier duel pour l'honneur de l'histoire de France contre René Ribière avec qui il avait eu un différend dans l'hémicycle de l'Assemblée nationale. Gaston Defferre interpelle son collègue, qui s'agite sur son banc, et lui crie : « Taisez-vous, abruti ! ». Un peu plus tard, dans la salle des Quatre-Colonnes, Gaston Defferre refuse de retirer son injure et René Ribière lui envoie ses témoins et demande réparation par le fer (en l'occurrence l'épée). Le duel a lieu dans une résidence privée de Neuilly-sur-Seine, et est arbitré par le député gaulliste de gauche Jean de Lipkowski. Gaston Defferre rejette les épées « limées » qu'on lui propose et refuse que l'on s'arrête au premier sang. Manquant d'expérience et devant se marier le lendemain, René Ribière est blessé une première fois, mais demande la reprise du combat. Après une seconde estafilade, Defferre consent finalement à ce que l'arbitre du combat y mette fin,,.
Il apparaît sous le nom de M. de Ferre, comte de Provence, dans l'ouvrage pamphlétaire d'André Ribaud sur le pouvoir gaulliste, Le Roi (Julliard, 1961).

##### «Monsieur X»
En 1965, son nom est évoqué pour être le candidat de l'opposition de gauche et du centre à l'élection présidentielle, face au général de Gaulle. Il publie Un nouvel horizon, chez Gallimard en 1965 pour présenter les lignes directrices d'une politique immédiatement applicable par un gouvernement de progrès. Il souhaite créer une grande fédération alliant la SFIO aux centristes.
Sa candidature est notamment inspirée par la campagne de l'hebdomadaire L'Express, Gaston Defferre étant le « Monsieur X », candidat idéal de l'opposition au gaullisme. L'intéressé joue de cette agitation médiatique et maintient le suspense, notamment lors d'une intervention remarquée aux "Mardis de l'ESSEC" le 29 novembre 1963. Néanmoins, les négociations entre la SFIO et le MRP centriste échouent en juin 1965. Guy Mollet, secrétaire général, n'est partisan ni d'un rapprochement avec les centristes, ni d'une union de la gauche avec les communistes. Il invoque la laïcité pour faire échouer la convergence avec les centristes et ainsi empêcher Defferre d'être candidat. L'idée d'un grand mouvement démocrate, inspiré du modèle américain et du président Kennedy, échoue donc. François Mitterrand et Jean Lecanuet portent finalement respectivement les couleurs de la gauche et du centrisme lors du scrutin de décembre 1965.
En avril 1969, la démission du président de Gaulle ouvre à nouveau la bataille pour la présidence de la République. Gaston Defferre est désigné par défaut candidat du Parti socialiste. Il propose un tandem avec Pierre Mendès France qui doit devenir son Premier ministre en cas de victoire, stratégie qui s'inspire du modèle américain, et son « ticket » président – vice-président. Le positionnement centriste et opposé au fonctionnement de la Ve République de Gaston Defferre et Pierre Mendès France ne séduit guère l'électorat, puisque le candidat ne recueille que 1 133 222 voix au premier tour, soit 5,01 % des suffrages exprimés. Il est victime de la concurrence du candidat centriste Alain Poher, président du Sénat et figure de proue de la campagne du « non » au référendum du 27 avril 1969, de celle du PSU Michel Rocard, ainsi que de celle de Jacques Duclos, qui fait le plein des voix communistes. Cet échec retentissant — il restera jusqu'en 2022 le pire score d'un candidat socialiste au premier tour de l'élection présidentielle — va amener la fondation du nouveau Parti socialiste en 1969, et le choix d'une alliance à gauche avec le Parti communiste français, autour du Programme commun, à partir de 1972.
Il épouse en troisièmes noces, en 1973, la femme de lettres Edmonde Charles-Roux.

##### Un portrait du candidat par Pierre Viansson-Ponté
En 1971, le journaliste français Pierre Viansson-Ponté brosse un portrait psychologique et même physique de l'ancien maire de Marseille et candidat malheureux à l'élection présidentielle de 1969 dans son ouvrage sur la République gaullienne : « Au physique, c'est un Méridional froid, un homme tranquille qui ne brille pas, mais qui pèse. Il respire l'assurance calme, la solidité de quelqu'un qui a les pieds sur terre comme un paysan cévenol. Il fait son travail méthodiquement, patiemment : même ses colères sont glacées ; si son ironie peut être mordante, s'il déteste les gens tristes, il a peu d'humour. Sa voix lente coule sans inflexions ni effets sur cette très légère cadence musicale qui est la dernière trace d'accent chez les bourgeois cultivés du midi. Du paysan, il a la dignité un peu méfiante : on ne lui tape pas sur le ventre, on ne le tutoie guère. C'est un mélange compliqué d'orgueil et de modestie, de rudesse et de rouerie, de puritanisme et de liberté d'allure, avec le goût des plaisirs coûteux et l'horreur de l'argent, avec de la séduction et de la raideur ». L'analyse du journaliste politique se fait ensuite plus personnelle, voire sans concessions : « En fait, il n'a rien d'un militant et peu d'un socialiste. La foule l'agace et il le montre, il est le contraire d'un tribun et quand il prend la parole, il réussit en quelques minutes à décourager ses plus chauds partisans, à faire tomber l'enthousiasme, à transformer un auditoire chaleureux et remuant qui l'acclame en une assemblée froide et silencieuse qui subit plus qu'elle ne les écoute ses propos secs et distants. Dans la négociation, dans la controverse, il se veut dur, invulnérable et sans détour. Pourtant, on devine vite une sensibilité à fleur de peau, une fragilité et presque une naïveté dont on se demande bientôt s'il est conscient et use pour faire céder ou s'il s'agit chez lui d'une seconde nature. Sans aller plus loin dans l'analyse psychologique et la description du personnage, disons simplement que Gaston Defferre n'était que sur le papier et pour les théoriciens le candidat idéal à l'élection présidentielle ».

#### Ministre de l'Intérieur
Après la victoire de la gauche en 1981, Gaston Defferre est le choix initial de François Mitterrand pour devenir son Premier ministre, mais le Président sait que l'âge de l'intéressé pourrait poser problème. Defferre réclame l'Intérieur et il l'obtient en devenant ministre de l'Intérieur et de la Décentralisation, du 21 mai 1981 au 17 juillet 1984 dans le gouvernement de Pierre Mauroy puis ministre d'État chargé du Plan et de l'Aménagement du territoire dans le gouvernement de Laurent Fabius du 18 juillet 1984 au 20 mars 1986 pendant le premier septennat de François Mitterrand.
Ses cinq années place Beauvau sont marquées par la mise en œuvre de la décentralisation, une des grandes réformes de la gauche.
Après les élections législatives de juin 1981 qui donnèrent une majorité absolue aux socialistes, ce fut l'un des rares dirigeants socialistes à suggérer de se passer de ministres communistes dans le second gouvernement de Pierre Mauroy.
Thierry Le Luron, à la suite de rumeurs sur ses liens avec la mafia marseillaise, déclara à propos de sa nomination comme ministre de l'Intérieur : « Pour s'occuper du grand banditisme, il valait mieux un spécialiste ».
Le 31 mai 1983, deux gardiens de la paix sont abattus par quatre membres d'Action directe. Au cours de leurs obsèques trois jours plus tard, les policiers réclament sa démission ainsi que celle du garde des Sceaux Robert Badinter, un cortège de 2 500 policiers parvenant même à bousculer les cordons de sécurité pour s'approcher de l'Élysée, ce qui incite la droite à s'emparer de cette affaire pour dénoncer le laxisme du gouvernement. Defferre remet à François Mitterrand une lettre de démission non datée tandis que le président demande à l'un de ses fidèles Pierre Joxe, de se préparer à prendre sa succession au ministère de l'Intérieur qui devient effective un an plus tard.

#### Maire de Marseille
Il s'est principalement illustré par son long mandat de maire de Marseille, de 1944 à 1946 et de 1953 jusqu'à sa mort, en 1986, ponctué d'affaires douteuses mêlant politique et mafia. De l'après-guerre aux années 1970, l'emprise de la mafia sur la ville s'est accentuée, culminant avec l'affaire dite de la « French Connection », au moment où la ville devient la place principale d'approvisionnement en drogue de l'Europe.

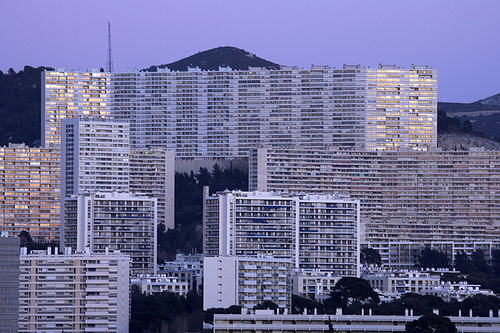
Parmi les immeubles construits durant les années 1960 et 1970, le quartier de La Rouvière (9e arrondissement) est une des copropriétés les plus peuplées de France (architecte : Xavier Arsène-Henry).

En 1983, il est élu avec moins de voix que son adversaire Jean-Claude Gaudin. En tant que ministre de l'Intérieur, il venait de modifier le mode de scrutin dans les villes de Paris, Lyon et Marseille : l'élection se fait dans chaque arrondissement pour les deux premières villes, alors que Marseille bénéficiait d'un découpage en secteurs adapté au maire sortant. Ce découpage a été modifié après sa mort.
Pendant son mandat, Marseille voit sa population augmenter de façon considérable (rapatriés d'Algérie, etc.). La ville se développe dans l'urgence pour répondre aux besoins de l'affluence de population. De gigantesques HLM en béton sont érigées au Nord de la Ville, dessinées par l'architecte Pierre Meillassoux, jadis premier assistant de Fernand Pouillon. Les efforts de la municipalité font passer en priorité la construction de ces nouveaux quartiers urbains, au détriment du centre-ville.
Deux lignes de métro sont construites, la terre extraite du sol servant à créer des plages artificielles, dénommées officiellement « plages Gaston Defferre », ce qui n'empêche pas les Marseillais de les appeler les « plages du Prado ».
Gaston Defferre était aussi propriétaire des quotidiens marseillais Le Provençal (socialiste) et Le Méridional (de droite).
Il a mis à disposition de la Fraternité sacerdotale Saint-Pie-X l'église de la Mission de France.

#### Mort et obsèques

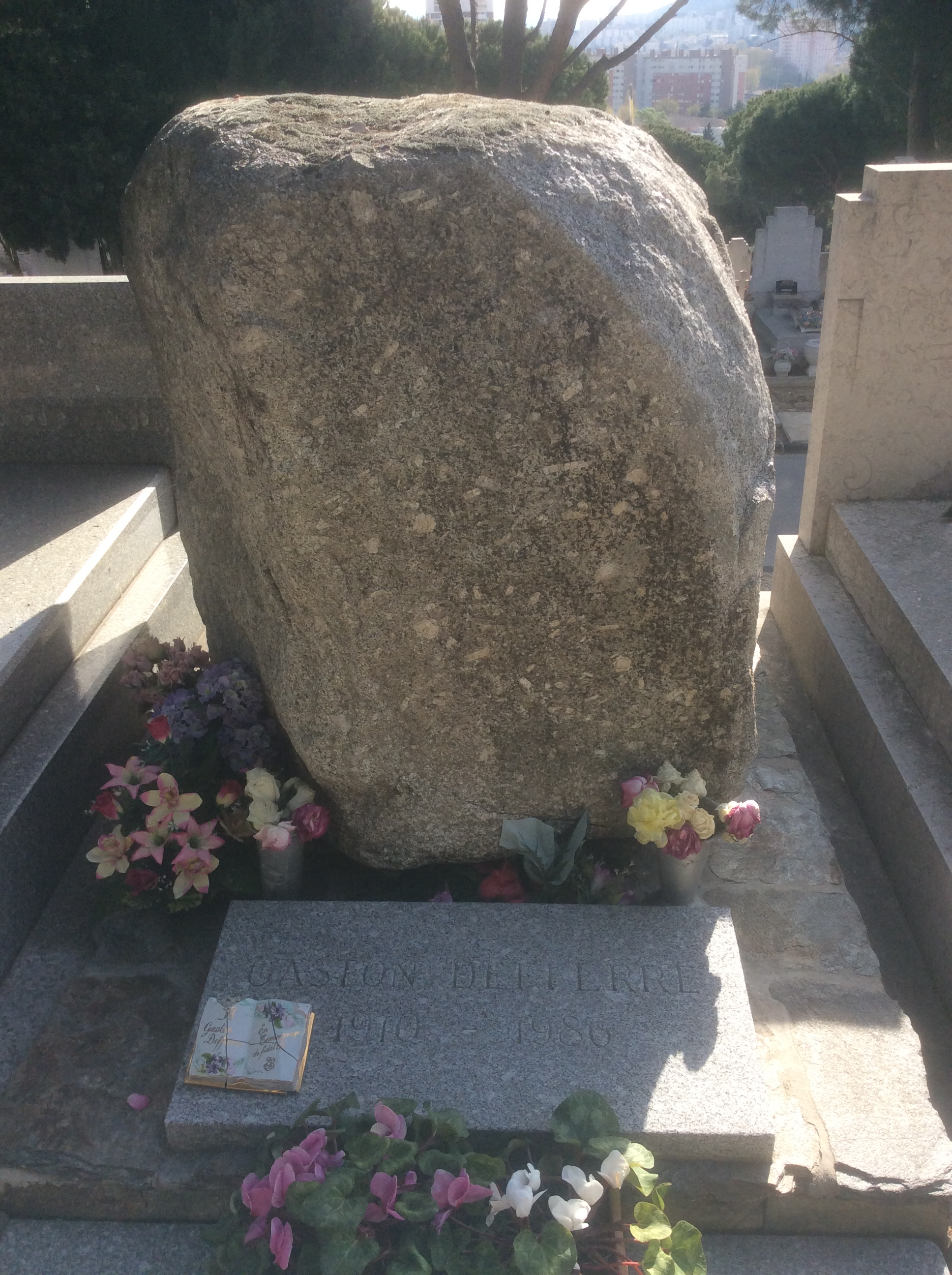
La tombe de Gaston Defferre au cimetière Saint-Pierre.

Dans la nuit du 5 au 6 mai 1986, après sa mise en minorité par les partisans de Michel Pezet lors de la désignation du secrétaire général de la fédération socialiste des Bouches-du-Rhône, Gaston Defferre, rentré seul dans son appartement du quartier d'Endoume à Marseille, prend un soporifique qui aurait été à l'origine d'un malaise entraînant une chute lors de laquelle il se blesse gravement au cou. Victime d'une hémorragie, il téléphone à son médecin et ami, le docteur Jean-Louis Sanmarco, qui, impuissant, demande l'intervention des médecins urgentistes du bataillon de marins-pompiers de Marseille, mais il est trop tard : conduit à l'hôpital de la Timone dans un coma irréversible, il meurt le lendemain matin. Aussitôt, l'hommage est unanime du côté de la classe politique.
Un hommage national lui est rendu le 12 mai suivant devant l'hôtel de ville de Marseille. Lors de cette cérémonie, sont notamment présents le président de la République François Mitterrand, les anciens Premiers ministres Pierre Mauroy et Laurent Fabius, le Premier ministre Jacques Chirac, le président de l'Assemblée nationale Jacques Chaban-Delmas et les ministres Charles Pasqua et François Léotard. Lionel Jospin, alors premier secrétaire du Parti socialiste, prononce avec une réelle émotion son éloge funèbre, suivi de Jean-Victor Cordonnier, premier adjoint et maire par intérim, qui évoque l'œuvre municipale du défunt. Ses obsèques ont lieu à la cathédrale de la Major, à la demande de son épouse catholique, dans le cadre d'un culte protestant et œcuménique. Il est inhumé au cimetière Saint-Pierre (pinède d'Arcussia, rang inférieur est, no 14). Selon ses vœux, un simple rocher brut provenant des Cévennes orne sa tombe.

## Détail des mandats et fonctions politiques

### Fonctions électives
- Député socialiste des Bouches-du-Rhône de 1945 à 1958, puis de 1962 à 1981 (démission lors de son entrée au gouvernement) ; réélu en mars 1986, il meurt en cours de mandat ;
- Maire de Marseille de 1944 à 1946, puis de 1953 à 1986 ;
- Sénateur socialiste des Bouches-du-Rhône, élu le 26 avril 1959, réélu le 23 septembre 1962 (démissionne le 13 décembre de la même année après avoir été élu député).

### Fonctions gouvernementales
- Secrétaire d'État chargé de l'Information du gouvernement Félix Gouin (du 26 janvier au 24 juin 1946) ;
- Sous-secrétaire d'État à la France d'outre-mer du gouvernement Léon Blum (3) (du 16 décembre 1946 au 22 janvier 1947) ;
- Ministre de la Marine marchande du gouvernement René Pleven (1) (du 12 juillet 1950 au 10 mars 1951) ;
- Ministre de la Marine marchande du gouvernement Henri Queuille (3) (du 10 mars au 11 août 1951) ;
- Ministre de la France d'outre-mer du gouvernement Guy Mollet (du 1er février 1956 au 13 juin 1957) ;
- Ministre d'État, ministre de l'Intérieur et de la Décentralisation du gouvernement Pierre Mauroy (1) (du 22 mai au 23 juin 1981) ;
- Ministre d'État, ministre de l'Intérieur et de la Décentralisation du gouvernement Pierre Mauroy (2) (du 23 juin 1981 au 22 mars 1983) ;
- Ministre de l'Intérieur et de la Décentralisation du gouvernement Pierre Mauroy (3) (du 22 mars 1983 au 17 juillet 1984) ;
- Ministre d'État chargé du Plan et de l'Aménagement du territoire du gouvernement Laurent Fabius (du 17 juillet 1984 au 20 mars 1986).

## Résultats électoraux

### Élection présidentielle
| Année | Parti | Parti | 1er tour  | 1er tour | 1er tour | 1er tour |
| Année | Parti | Parti | Voix      | %        | Rang     | Issue    |
| ----- | ----- | ----- | --------- | -------- | -------- | -------- |
| 1969  |       | SFIO  | 1 133 222 | 5,01     | 4e       | Éliminé  |

### Élections législatives
| Candidat                                                                    | Candidat                      | Parti                | Premier tour | Premier tour | Second tour | Second tour |  |
| Candidat                                                                    | Candidat                      | Parti                | Voix         | %            | Voix        | %           |  |
| --------------------------------------------------------------------------- | ----------------------------- | -------------------- | ------------ | ------------ | ----------- | ----------- |  |
|                                                                             | Gaston Defferre sortant réélu | PS                   | 12 958       | 42,33        | 18 898      | 57,97       |  |
|                                                                             | Robert Villani                | RPR (UNM)            | 10 320       | 33,71        | 13 703      | 42,03       |  |
|                                                                             | Yvan Massiani                 | PCF                  | 5 765        | 18,83        |             |             |  |
|                                                                             | Bernard Zeller                | Extrême droite (PFN) | 1 064        | 3,48         |             |             |  |
|                                                                             | Ronald Perdomo                | FN                   | 474          | 1,55         |             |             |  |
|                                                                             | Philippe Bartoli              | Divers gauche        | 32           | 0,10         |             |             |  |
|                                                                             |                               |                      |              |              |             |             |  |
| Inscrits                                                                    | Inscrits                      | Inscrits             | 53 178       | 100,00       | 53 178      | 100,00      |  |
| Abstentions                                                                 | Abstentions                   | Abstentions          | 22 156       | 41,66        | 19 716      | 37,08       |  |
| Votants                                                                     | Votants                       | Votants              | 31 022       | 58,34        | 33 462      | 62,92       |  |
| Blancs et nuls                                                              | Blancs et nuls                | Blancs et nuls       | 409          | 1,32         | 861         | 2,57        |  |
| Exprimés                                                                    | Exprimés                      | Exprimés             | 30 613       | 98,68        | 32 601      | 97,43       |  |
| Source : Le Monde du 23 juin 1981, p. 15 et Sud-Ouest du 16 juin 1981, p. 4 |                               |                      |              |              |             |             |  |

| Candidat           | Candidat                      | Parti                | Premier tour | Premier tour | Second tour | Second tour |  |
| Candidat           | Candidat                      | Parti                | Voix         | %            | Voix        | %           |  |
| ------------------ | ----------------------------- | -------------------- | ------------ | ------------ | ----------- | ----------- |  |
|                    | Gaston Defferre sortant réélu | PS                   | 12 323       | 31,63        | 22 433      | 55,73       |  |
|                    | Marcel Pujol                  | RPR                  | 10 700       | 27,46        | 17 821      | 44,27       |  |
|                    | Jean Dissler                  | PCF                  | 9 458        | 24,27        | Retrait     | Retrait     |  |
|                    | Robert Vincent                | UDF (CDS)            | 3 048        | 7,82         |             |             |  |
|                    | Jean-Jacques Gros             | Écologie 78          | 1 809        | 4,64         |             |             |  |
|                    | Philippe Forestier            | Extrême droite (PFN) | 807          | 2,07         |             |             |  |
|                    | Martine Piatti                | Extrême gauche (LO)  | 649          | 1,67         |             |             |  |
|                    | Jean-Claude Mathey            | Divers (GO, UJP)     | 169          | 0,43         |             |             |  |
|                    |                               |                      |              |              |             |             |  |
| Inscrits           | Inscrits                      | Inscrits             | 55 789       | 100,00       | 55 770      | 100,00      |  |
| Abstentions        | Abstentions                   | Abstentions          | 16 203       | 29,04        | 14 566      | 26,12       |  |
| Votants            | Votants                       | Votants              | 39 586       | 70,96        | 41 204      | 73,88       |  |
| Blancs et nuls     | Blancs et nuls                | Blancs et nuls       | 623          | 1,57         | 950         | 2,31        |  |
| Exprimés           | Exprimés                      | Exprimés             | 38 963       | 98,43        | 40 254      | 97,69       |  |
| Source : Data.gouv |                               |                      |              |              |             |             |  |

| Candidat                            | Candidat                      | Parti                     | Premier tour | Premier tour | Second tour | Second tour |  |
| Candidat                            | Candidat                      | Parti                     | Voix         | %            | Voix        | %           |  |
| ----------------------------------- | ----------------------------- | ------------------------- | ------------ | ------------ | ----------- | ----------- |  |
|                                     | Félicien Grimaldi             | UDR (URP)                 | 16 101       | 41,09        | 19 201      | 49,47       |  |
|                                     | Gaston Defferre sortant réélu | SFIO (FGDS)               | 11 495       | 29,33        | 19 611      | 50,53       |  |
|                                     | Louis Calisti                 | PCF                       | 9 420        | 24,04        | Retrait     | Retrait     |  |
|                                     | Jean-Paul Bastide             | PSU                       | 1 178        | 3,01         |             |             |  |
|                                     | Denis Marcantetti             | Divers droite (Gaulliste) | 994          | 2,54         |             |             |  |
|                                     |                               |                           |              |              |             |             |  |
| Inscrits                            | Inscrits                      | Inscrits                  | 57 971       | 100,00       | 57 976      | 100,00      |  |
| Abstentions                         | Abstentions                   | Abstentions               | 17 972       | 31           | 17 997      | 31,04       |  |
| Votants                             | Votants                       | Votants                   | 39 999       | 69           | 39 979      | 68,96       |  |
| Blancs et nuls                      | Blancs et nuls                | Blancs et nuls            | 811          | 2,03         | 1 167       | 2,92        |  |
| Exprimés                            | Exprimés                      | Exprimés                  | 39 188       | 97,97        | 38 812      | 97,08       |  |
| Source : Données du CDSP et CEVIPOF |                               |                           |              |              |             |             |  |

## Décoration
- Médaille de la Résistance française avec rosette (décret du 11 mars 1947)[31]

## Filmographie
- 2014 : La Loi, téléfilm de Christian Faure, joué par Michel Jonasz.
- 2014 : La French, de Cédric Jimenez, joué par Féodor Atkine.